# Země (film)
Země je ukrajinský černobílý němý film z roku 1930 režiséra Olexandra Dovženka.
Jedná se o jeden z mála ukrajinských filmů, který si vysloužil celosvětové uznání a stal se jedním z nejlepších sovětských filmů za celou historii sovětské kinematografie. Film reflektuje vývoj ukrajinského venkovního života na konci třicátých let, probíhající kolektivizaci a její dopady na ukrajinské rolníky. Spolu s filmy Zvenigora a Arsenal tvoří trilogii.
Film je ódou na venkovský řád, zemědělskou práci, obdělávání půdy a na lid který žije na vesnici. Tento přirozený řád je vyjádřením dokonalostí vyššího vesmírného smyšlení. Dovženko byl první ukrajinský režisér který se v té době pokusil vyjádřit svůj světonázor odlišný od dosud zobrazovaného a přijatelného názoru. Vnímal ukrajinský národ jako národ hluboce spojený s přírodou, s půdou na které žije a kterou obdělává, poklidné bytí, které vyplývá z jeho zemědělské morálky. Prostředí a lidé v této morálce tvoří jednu nedělitelnou entitu, a jejich způsob žití je věčný, světonázor je navěky ustálený a nepochybný. Dovženkův symbolismus je spojený právě s tímto řadem bytí ukrajinského národa, s charakterem lidové poezie a folklóru, čímž se liší od jiných sovětských avantgardistů dvacátých let.
Vedení Ukrajinfilmu interpretovalo film Země jako produkt, který vznikl v důsledku šíření ideologické linie komunistické strany a uznání politiky sovětského státu v ukrajinské vsi. Jednotliví kritici (Děmjan Bědnyj, Pavel Bljachin) však začali Dovženka napadat a obviňovat ze zanedbávání výkladu třídního boje, z biologismu a panteismu, z opěvování nostalgické touhy po minulých časech. Nicméně existovali i tací (například Mykola Bažan), kteří rozuměli vnímání Dovženka procesu kolektivizace, které spočívalo především v tom, že přechod od patriarchálního uspořádání vesnice do kolektivního hospodaření je vždy spojený s trvalým a bolestivým konfliktem člověka a přírody. Dovženko neodmítal komunistickou ideologii, dokonce v jednotlivých etapách svého života se s ní z ztotožňoval. Jeho představa ukrajinské vesnice však ne vždy korespondovala s vládním postojem, protože režisér vysoce cenil tradiční zemědělský řád.
Po 32 oficiálních a soukromých promítáních šla 8. května 1930 Země do kyjevských kin, ale už 17. května byl film zakázán. Oficiálním důvodem byl naturalismus a orientace na lidové tradice a zvyky.
Dovženko později napsal ve svém autobiografickém spisu:
«Radost tvůrčích úspěchů byla brutálně potlačená strašným fejetonem Děmjana Bědného s názvem „filosofové“ v novinách Izvestija. Jsem zestárnul a zešedivěl během několika dnů. Bylo to opravdové psychické trauma. Chtěl jsem nejdřív umřít». 
Dovženko se však dozvěděl, že zatímco v SSSR je jeho film zakázán, velkému úspěchu se těší v Evropě. Po premiéře v Berlíně vzniká o Dovženkovi 48 článků, v Benátkách se Dovženkovi říká „Homer kino“. V Sovětském svazu film rehabilitovali teprve v roce 1958. Po mezinárodním referendu v Bruselu byl zvolen za jeden z nejlepších 12 filmů v historii světového filmu.